# Voždovac
Voždovac (em cirílico:Вождовац) é um município da Sérvia localizada no distrito de Belgrado, na região de Šumadija. A sua população era de 151768 habitantes segundo o censo de 2002.

## Demografia
| 1961   | 1971    | 1981    | 1991    | 2002    |
| ------ | ------- | ------- | ------- | ------- |
| 85 458 | 134 206 | 159 364 | 156 373 | 151 768 |